# Cosinus hyperbolique
Pour les articles homonymes, voir Cosinus (homonymie).
Le cosinus hyperbolique est, en mathématiques, une fonction hyperbolique.

## Définition

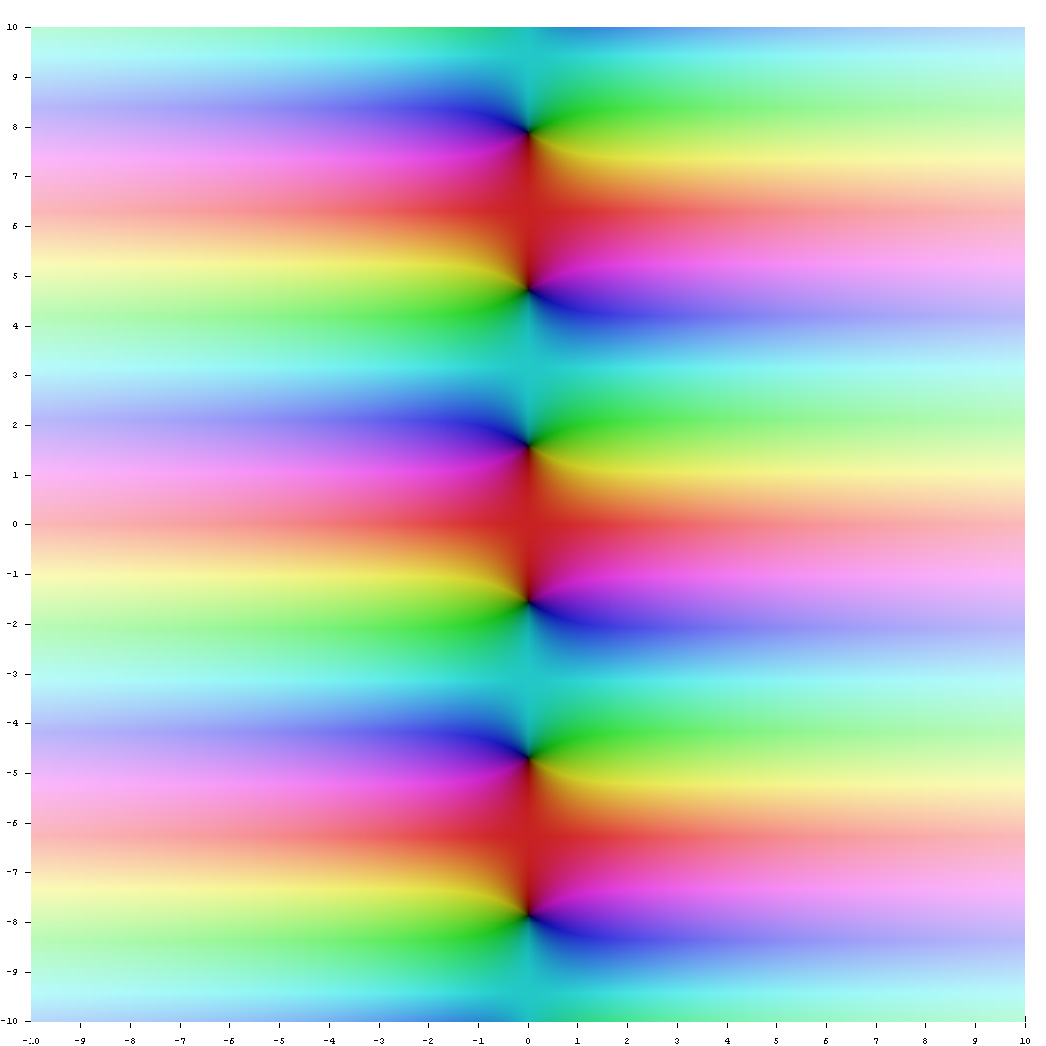
Représentation du cosinus hyperbolique dans le plan complexe.

La fonction cosinus hyperbolique, notée {\displaystyle \cosh } (ou {\displaystyle \operatorname {ch} }), est la fonction complexe suivante :
{\displaystyle {\begin{matrix}\cosh :&\mathbb {C} &\to &\mathbb {C} \\&z&\mapsto &\displaystyle {\frac {\operatorname {e} ^{z}+\operatorname {e} ^{-z}}{2}}\end{matrix}}}
où {\displaystyle z\mapsto \operatorname {e} ^{z}} est l'exponentielle complexe.
La fonction cosinus hyperbolique est donc la partie paire de l'exponentielle complexe. Elle se restreint en une fonction réelle d'une variable réelle.
La fonction cosinus hyperbolique restreinte à ℝ est en quelque sorte l'analogue dans la géométrie hyperbolique de la fonction cosinus (voir infra).
La notation Ch. x a été introduite par Vincenzo Riccati au XVIIIe siècle.

## Propriétés

### Propriétés générales
- cosh est continue et même holomorphe donc de classe C∞ (c.-à-d. infiniment dérivable). Sa dérivée est la fonction sinus hyperbolique, notée sinh.
- cosh est paire.
- Les primitives de cosh sont sinh + C, où C est une constante d'intégration.
- cosh est strictement croissante sur ℝ+.

### Propriétés trigonométriques
Des définitions des fonctions cosinus et sinus hyperboliques, on peut déduire les égalités suivantes, valables pour tout complexe {\displaystyle z} et analogues aux formules d'Euler en trigonométrie circulaire :
{\displaystyle \operatorname {e} ^{z}=\cosh z+\sinh z\quad {\text{et}}\quad \operatorname {e} ^{-z}=\cosh z-\sinh z,\quad {\text{donc}}\quad \cosh ^{2}z-\sinh ^{2}z=1.}
Quand t décrit ℝ, de même que le point de coordonnées {\displaystyle (\cos t,\sin t)} parcourt un cercle d'équation {\displaystyle x^{2}+y^{2}=1}, celui de coordonnées {\displaystyle (\cosh t,\sinh t)} parcourt donc une branche d'une hyperbole équilatère d'équation {\displaystyle x^{2}-y^{2}=1}.
D'autre part, pour tous nombres complexes {\displaystyle x} et {\displaystyle y} :
{\displaystyle \cosh(\mathrm {i} x)={\frac {\operatorname {e} ^{\mathrm {i} x}+\operatorname {e} ^{-\mathrm {i} x}}{2}}=\cos x} ;
{\displaystyle \cosh x=\cos(\mathrm {i} x)} ;
{\displaystyle \cosh(x+y)=\cosh x\cosh y+\sinh x\sinh y} , d'où {\displaystyle \cosh 2x=\cosh ^{2}x+\sinh ^{2}x=1+2\sinh ^{2}x=2\cosh ^{2}x-1}
{\displaystyle \cosh ^{2}\left({\frac {x}{2}}\right)={\frac {1+\cosh x}{2}}}.
L'utilisation de formules trigonométriques telles que {\displaystyle \tan(2t)={\frac {2\tan t}{1-\tan ^{2}t}}} permet aussi d'obtenir des relations plus anecdotiques, telle que (pour tout réel {\displaystyle x}) :
{\displaystyle \cosh x={\frac {1}{\sin(2\arctan(\operatorname {e} ^{x}))}}} ;
voir également l'article Gudermannien.

### Développement en série de Taylor
La série de Taylor de la fonction cosh converge sur ℂ tout entier et est donnée par :
{\displaystyle \cosh z=1+{\frac {z^{2}}{2!}}+{\frac {z^{4}}{4!}}+{\frac {z^{6}}{6!}}+\cdots =\sum _{n=0}^{\infty }{\frac {z^{2n}}{(2n)!}}}.

### Polynômes de Tchebychev
Soit {\displaystyle T_{n}} le n-ième polynôme de Tchebychev. En prolongeant aux complexes la relation (vraie pour tout réel t) {\displaystyle T_{n}(\cos t)=\cos(nt)}, on obtient pour tout complexe z la relation
{\displaystyle T_{n}(\cosh z)=\cosh(nz)}.

## Valeurs
Quelques valeurs de {\displaystyle \cosh } :
- {\displaystyle \cosh 0=1} ;
- {\displaystyle \cosh 1={\frac {\operatorname {e} ^{2}+1}{2\mathrm {e} }}} ;
- {\displaystyle \cosh \mathrm {i} =\cos 1}.

## Zéros
Tous les zéros de cosh sont des imaginaires purs. Plus précisément, pour tout nombre complexe {\displaystyle z},
{\displaystyle \cosh z=0\Leftrightarrow z\in \mathrm {i} \pi \left(\mathbb {Z} +{\frac {1}{2}}\right).}
En effet, soit {\displaystyle z=x+\mathrm {i} y} avec {\displaystyle x,y} réels. On a alors {\displaystyle \cosh z=\cosh x\cos y+\mathrm {i} \sinh x\sin y}, donc
{\displaystyle \cosh z=0\Leftrightarrow \left(\cos y=0{\text{ et }}\sinh x=0\right)\Leftrightarrow \left(y\in \{\pi /2+k\pi \mid k\in \mathbb {Z} \}{\text{ et }}x=0\right)}.

## Fonction réciproque

Graphe de la fonction argument cosinus hyperbolique sur [1, +∞[.

Sur [0, +∞[, cosh est continue et strictement croissante ; sa valeur en 0 est 1 et sa limite en +∞ est +∞. C'est donc une bijection de [0, +∞[ dans [1, +∞[. Sa bijection réciproque, notée arcosh (ou argch), est nommée « argument cosinus hyperbolique » ou « arc cosinus hyperbolique ».
Sur ℂ, il s'agit d'une fonction multivaluée complexe. Sa branche principale est généralement choisie en posant comme coupure la demi-droite ]–∞, 1].
{\displaystyle \operatorname {arcosh} z=\ln \left(z+{\sqrt {z+1}}{\sqrt {z-1}}\right).}
Pour x∈ [1, +∞[, il existe deux réels dont le cosh vaut x :
{\displaystyle \operatorname {arcosh} x=\ln \left(x+{\sqrt {x^{2}-1}}\right)\quad {\text{et}}\quad -\operatorname {arcosh} x=\ln \left(x-{\sqrt {x^{2}-1}}\right).}
En effet, en posant {\displaystyle t=\operatorname {arcosh} x} et en utilisant que {\displaystyle \cosh ^{2}t-\sinh ^{2}t=1} et {\displaystyle t>0}, on obtient
{\displaystyle \operatorname {e} ^{t}=\cosh t+\sinh t=x+{\sqrt {x^{2}-1}}\quad {\text{et}}\quad \operatorname {e} ^{-t}=\cosh t-\sinh t=x-{\sqrt {x^{2}-1}}.}
La fonction {\displaystyle \operatorname {arcosh} } est dérivable sur ]1, +∞[ et
{\displaystyle \forall x\in ]1,+\infty [\quad \operatorname {arcosh} 'x={\dfrac {1}{\sqrt {x^{2}-1}}}.}

## Utilisation

### Géométrie hyperbolique
En géométrie hyperbolique, de nombreuses formules sont les analogues des formules correspondantes en trigonométrie sphérique, en remplaçant les fonctions circulaires par les fonctions hyperboliques correspondantes ; ainsi, la formule fondamentale de la trigonométrie sphérique (ou loi des cosinus), {\displaystyle \cos c=\cos a\,\cos b+\sin a\,\sin b\,\cos \gamma ~,} devient, pour un triangle hyperbolique, cosh(c) = cosh(a) cosh(b) - sinh(a) sinh(b) cos(γ) (pour la signification des lettres, se reporter aux articles détaillés).

### Physique
La courbe représentative de la fonction {\displaystyle \cosh } sur ℝ décrit une chaînette, c’est-à-dire la forme d'un câble homogène fixé aux deux extrémités et soumis à la pesanteur.

### Architecture

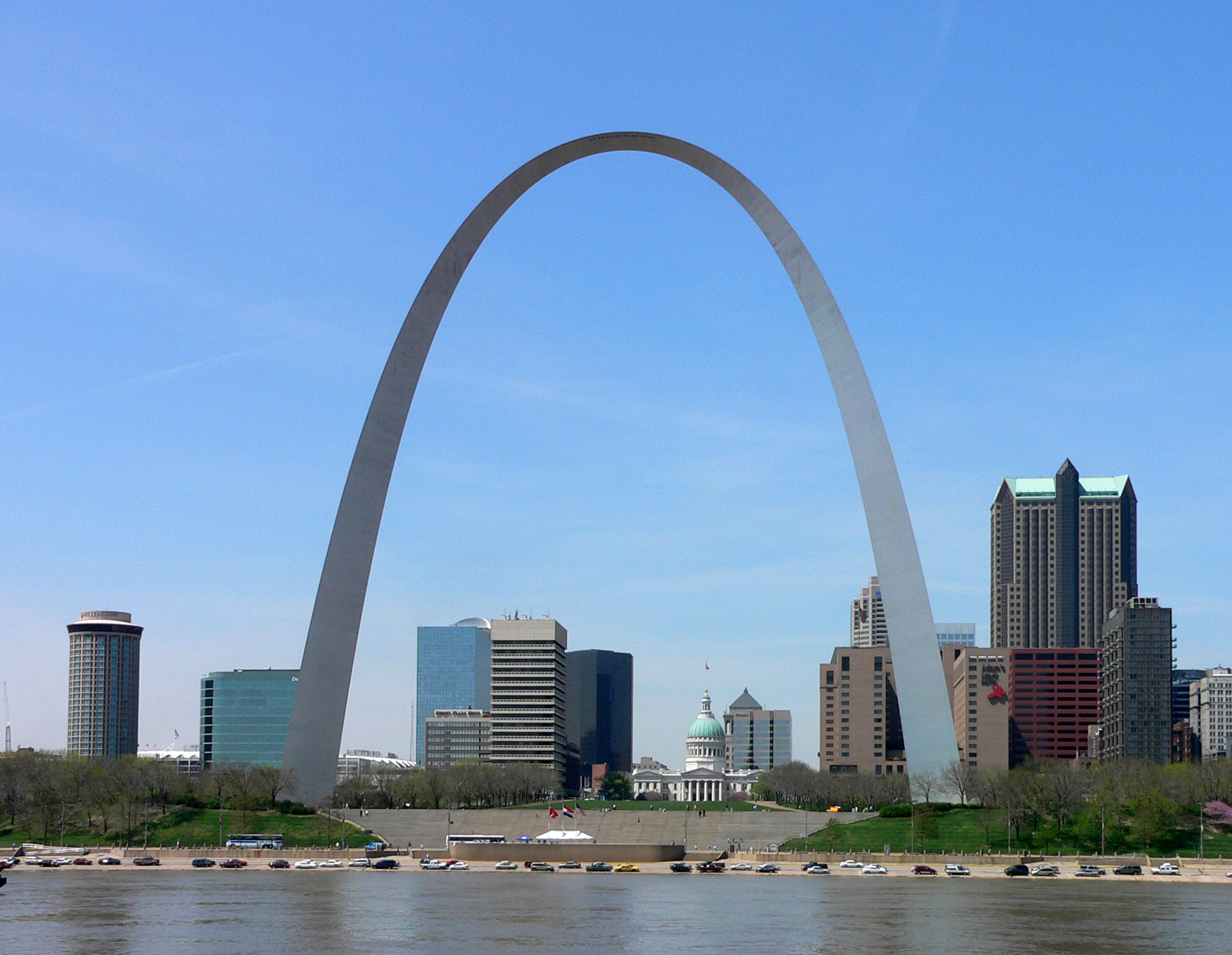
La Gateway Arch à Saint-Louis (Missouri).

Le cosinus hyperbolique correspond en architecture à l'arc caténaire issu au départ de l'ingénierie des ponts suspendus. Antoni Gaudí a été l'un des premiers à l'utiliser massivement en architecture commune avec en particulier deux de ses œuvres les plus connues : la crypte de la Colonia Güell et la Sagrada Família.
La Gateway Arch à Saint-Louis dans le Missouri possède la forme d'une chaînette renversée. Elle s'élève à 192 m en son centre et enjambe 192 m à sa base. Les points de cette arche satisfont approximativement l'équation
{\displaystyle y=-39\cosh \left({\frac {x}{39}}\right)+231}
pour –96 < x < 96.